# Agustín Conde Bajén
Agustín Conde Bajén (Toledo, 6 de juny de 1965) és un advocat i polític espanyol, que ha estat alcalde, diputat a Corts i ha ocupat alts càrrecs a l'administració espanyola.

## Trajectòria
Llicenciat en Dret per la Universitat Complutense de Madrid, màster en Defensa Nacional per la Universitat Rey Juan Carlos, Diplomat en Estudis Avançats en Dret (Departament de Dret Constitucional, Universitat Complutense de Madrid) i Diplomat en Defensa Nacional (Escola d'Alts Estudis de la Defensa Nacional, Ministeri de Defensa, Espanya). És advocat en exercici des de 1988.
A les eleccions municipals espanyoles de 1991 fou escollit regidor de l'ajuntament de Toledo pel Partido Popular, i en fou designat Portaveu del Grup Popular. L'octubre de 1991 va presidir la Gestora Provincial del PP a Toledo durant uns mesos fins al congrés provincial de 1992. En 1993 fou escollit president local del PP i a les eleccions municipals espanyoles de 1995 fou escollit alcalde de Toledo per majoria absoluta.
En 1996 va ser escollit president regional del Partit Popular de Castella-la Manxa, en comptar amb el suport del 87,3 per cent dels vots del VII Congrés del partit i reelegit en el següent, el VIII, al setembre de 1999, després d'obtenir el suport de 338 vots dels 409 emesos.
A les eleccions a les Corts de Castella-La Manxa de 1999 va ser el candidat del Partit Popular a la Presidència de la Junta de Comunitats de Castella-la Manxa, que finalment va guanyar José Bono. Diputat a les Corts de Castella-la Manxa, és designat senador per aquesta comunitat autònoma per al període que restava (1999-2000) de la VI legislatura nacional. En la següent, la VII, iniciada després dels comicis de març de 2000, va seguir com a senador popular per Castella-la Manxa.
En el Senat és president de la Comissió de Treball i Assumptes Socials i membre de la Ponència d'estudi sobre l'elaboració d'una nova Llei de Famílies Nombroses, constituïda en el si d'aquesta mateixa Comissió. Al mateix temps és Vocal de la Comissió General de les Comunitats Autònomes i membre titular de la Diputació Permanent del Senat. En 2002 va renunciar a la presidència regional del PP de Castella-la Manxa.
Va ser escollit senador a les eleccions generals espanyoles de 2004 i reelegit en les de 2008, càrrec en el qual es va mantenir fins a la dissolució de les Corts Generals l'any 2011. En aquest període va ser Portaveu del Grup Popular en la Comissió de Justícia del Senat, Portaveu del seu grup en la comissió de Defensa, membre de les comissions Constitucional, d'Interior, i Mixta per a la Unió Europea. Va ser ponent de divuit lleis tramitades en el Senat.
A les eleccions generals espanyoles de 2011 va ser escollit diputat al Congrés per Toledo, assumint la presidència de la Comissió de Defensa del Congrés dels Diputats. En 2015 va ser designat Portaveu Adjunt del Grup Popular al Congrés. El 18 de novembre de 2016 fou nomenat Secretari d'Estat de Defensa per la ministra Dolores de Cospedal i va prendre possessió el 21 de novembre. Durant el seu mandat van ser conegudes les seves polèmiques declaracions quan va justificar l'existència de les Forces Armades perquè a la meva filla no li posi un burka ningú. Fou destituït en juny de 2018 per la nova ministra Margarita Robles després de la moció de censura que portà Pedro Sánchez a la presidència del govern. Actualment forma part de l'equip directiu del nou secretari general del Partido Popular, Pablo Casado Blanco.
En l'àmbit internacional ha estat membre de l'Assemblea Parlamentària de la Unió Europea Occidental, de l'Assemblea Parlamentària de la OTAN i del Consell d'Europa. Dins d'aquest últim va ser Vicepresident de la Comissió d'Assumptes Jurídics i Drets Humans, de la comissió d'Assumptes Socials, de la Família i de la Infància, i va ser vicepresident del Subcomité de Lluita Contra el Terrorisme i Delinqüència Organitzada. En juny de 2018 se li va prohibir a ell i a 13 parlamentaris més l'accés al Consell d'Europa per violar el seu codi de conducta en actuar a favor del govern d'Azerbaitjan quan hi va acudir com a observador a les eleccions parlamentàries i com a ponent de la Comissió de Seguiment.
Està en possessió de la Gran Creu de l'Orde Espanyola del Mèrit Civil, Creu d'Honor de la Orde de Sant Ramon de Penyafort, de la Creu de Gran Oficial de la Orde del Mèrit de Portugal, de la Medalla d'Or de la Ciutat de Toledo, de la Medalla al Mèrit al Servei de l'Advocacia i de la Medalla Pro Mèrit de l'Assemblea Parlamentària del Consell d'Europa.